# Lars Erik Bjørnsen
Ne doit pas être confondu avec Kristian Bjørnsen.
Lars Erik Bjørnsen, né le 20 juillet 1982 à Bardu, est un handballeur international norvégien.

## Biographie
Lars Erik Bjørnsen connaît sa première sélection en équipe nationale norvégienne le 21 mars 2003 où la Norvège s'impose 29 à 18 face à la Grèce avec un but de Bjørnsen. Jusqu'en 2013 , il totalise 102 sélections pour 203 buts marqués.
En 2011, il quitte le club danois du Team Tvis Holstebro pour rentrer en Norvège au Drammen HK.